# 川崎運送
川崎運送株式会社（かわさきうんそう）は、神奈川県川崎市川崎区に本社を置く運送会社である。

## 沿革、事業
創業者の高橋憲太郎は、1901年4月25日に神奈川県中郡比々多村（現 伊勢原市）に生まれた。1920年に群馬県の高山社の蚕業学校を卒業後、兵役に就く。静岡県の東富士演習場で関東大震災に遭い、東京で被災地の処理に携わった高橋は、焼け跡でトラックが活躍している様子を見て運送業を志す。川崎市内の叔父宅に下宿し、市内の運送会社で働く傍ら運転免許を取得した。T型フォードを購入し、故郷比々多の野菜を町に運ぶ仕事を始めた。1925年、川崎市上並木（現在の日進町）に高橋運送店を創業し独立。はじめは川崎から東京の日暮里の問屋まで産業用のウエスを運ぶ仕事を請け負い、その後多摩川上流から船で運ばれた砂利の運搬を手掛けた。昭和に入り、高橋運送店はトラック10台を有する中堅の運送会社に成長したが、市内にはまだ1～2台で営業する零細事業者も多かった。業界の組織化を目指し、高橋は県内初の運送業組合である川崎荷物自動車組合を設立。次いで1931年に神奈川県自動車業組合を設立し、代表理事に就任した。
支那事変が勃発し戦時体制が進むと、政府主導により業界の整理統合が進められ、1940年に高橋運送店は統制会社の川崎統制貨物自動車運送株式会社となり、高橋が社長に就いた。同社はスマトラで軍需輸送に派遣される予定であったが、輸送統制違反のため同業他社の川崎自動車運輸が代わりにあたった。この統制違反は、当時は50km以上の輸送は許可制であったが、本来距離内に収まる川崎－平塚間の輸送の一部が収まらなかったことによるものである。1942年には第二次統合が行われ、川崎運送が誕生した。社長には川崎自動車運輸社長の高塚、副社長には高橋が就任した。
1948年10月、高橋が川崎運送の社長に就く。翌1949年には通運事業免許を取得、川崎駅および南武線各駅の通運事業を開始したて。1956年には港湾運送業に進出。昭和40年代にはタンクローリーによる石油輸送やセメントの粉粒体輸送で業績を伸ばした。昭和40年代後半に入ると、主力貨物は徐々に精密機器や清涼飲料に移っていった。デジタルタコグラフの装着や、日本で初めてCNG車を導入するなどの施策も進めた。平成に入ると、2006年に医薬品配送事業、2011年に川崎市からの委託による資源ごみ運搬事業、2017年にはリニア中央新幹線のトンネル掘削で生じる建設発生土輸送を開始している。
1974年、高橋喬郎が社長に就任。2005年には急逝した喬郎に代わり、高橋浩治が社長に就任した。